# The Songs of Distant Earth
The Songs of Distant Earth — шестнадцатый студийный альбом Майка Олдфилда, выпущенный в 1994 году.

## Об альбоме
The Songs of Distant Earth основан на романе Артура Кларка «Песни далёкой Земли». Роман фантаста понравился Майку Олдфилду, и он решил записать альбом, посвященный ему. Олдфилд связался с Артуром Кларком, получил разрешение и отправил ему демоверсию альбома. Артур Кларк был впечатлён этим альбомом и даже написал вступительную статью к буклету диска.

## Список композиций
1. «In the Beginning» — 1:24
2. «Let There Be Light» — 4:52
3. «Supernova» — 3:29
4. «Magellan» — 4:41
5. «First Landing» — 1:16
6. «Oceania» — 3:27
7. «Only Time Will Tell» — 4:19
8. «Prayer for the Earth» — 2:10
9. «Lament for Atlantis» — 2:44
10. «The Chamber» — 1:49
11. «Hibernaculum» — 3:32
12. «Tubular World» — 3:23
13. «The Shining Ones» — 2:59
14. «Crystal Clear» — 5:42
15. «The Sunken Forest» — 2:39
16. «Ascension» — 5:48
17. «A New Beginning» — 1:33